# Владимирцов Борис Якович

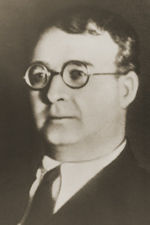
Борис Владимирцов

Бори́с Я́кович Влади́мирцов (рос. Борис Яковлевич Владимирцов; нар. 20 липня 1884, Калуга — пом. 17 серпня 1931, станція Сіверська Ленінградської області) — російський монголознавець. Академік АН СРСР з 1929 року.

## Біографія
1904 року закінчив Кам'янець-Подільську чоловічу гімназію, 1909 року — Санкт-Петербурзький університет. Від 1921 року професор Ленінградського університету.
Автор праць з філософії, етнографії та історії монгольського народу.